# HD 29329
HD 29329，又名BD+76 174，SAO 5289、HR 1468，是一颗恒星，视星等为6.49，位于銀經135.05，銀緯19.65，其B1900.0坐标为赤經4h 32m 8.1s，赤緯+76° 19.65′ 20″。